# Abramowicz (herb szlachecki)
Abramowicz – polski herb szlachecki, odmiana herbu Lubicz.

## Opis herbu
Opis zgodnie z klasycznymi regułami blazonowania:
W polu błękitnym podkowa srebrna z takimż krzyżem kawalerskim w środku uszczerbionym z lewej i takimż krzyżem kawalerskim zaćwieczonym na barku. Klejnot: Trzy pióra strusie.

## Najwcześniejsze wzmianki
Odmiana z XVI wieku.

## Herbowni
Abramowicz